# Rjavkasta stožka
Rjavkasta stožka (znanstveno ime Conocybe brunneola) je gliva iz rodu stožk (Conocybe).

## Značilnosti
Klobuk ima v premeru od 5 do 20 mm. V mladosti je stožčasto zvončast, kasneje se izravna in obdrži topo grbico. Površina je higrofana in se spreminja v odvisnosti od vlage. Ko je vlažna je rdeče-rjave do cimetovo-rjave barve in prosojno-progasta skoraj do sredine ter rjavo bež in brez prog, ko je suha.
Lističi so najprej bledo oker barve, kasneje postanejo oranžno rjavi. So rahlo priraščeni na bet. Ostrinka je belo kosmičasta.
Bet je visok od 3 do 5 cm in širok od 1 do 1,5 mm. Je valjast in votel. Po celi dolžini prograsto belo poprhnjen.
Meso je rjavo in tanko, brez izrazitega vonja in okusa.

## Razširjenost in življenjski prostor
Je redka oziroma spregledena zaradi svoje majhnosti. Raste posamično ali v manjših skupinah v gozdovih in na njihovih robovih.

## Mikroskopske značilnosti
Trosni odtis je oranžno rjave barve. Trosi so elipsasti ali fižolasti - odvisno od strani opazovanja, gladki, imajo debele stene in kalilno poro. V primerjavi z drugimi stožkami so trosi majhni in merijo 6,2–8,4 x 3,5–4 μm. Cistide so številne in imajo značilno kegljasto obliko. Bazidiji nosijo po štiri trose.
- trosni odtis
- trosi
- bazidij
- kegljaste cistide

## Podobne vrste
Od podobnih vrst stožk se loči po mikroskopskih značilnostih.

## Uporabnost
Neužitna. 